# ネッツエスアイ東洋
ネッツエスアイ東洋株式会社（Toyo Networks & System Integration Co.,Ltd.）は、かつて存在したNECグループの企業。神奈川県川崎市に本社を置いていた。旧商号は、東洋ネットワークシステムズ株式会社。
自動券売機・貨幣処理ユニット・各種ソリューションシステムの開発、販売を行うマネーハンドリング事業と、ネットワーク技術・光通信技術・センサ技術・ソフトウェア技術・LSI設計技術を融合した通信インフラ装置の開発、販売を行うネットワークシステム事業の、2つの事業を柱としていた。

## 主な事業分野
マネーハンドリング事業
- 貨幣関連機器
- 自動券売機
- 窓口発券機
- カード自動販売機
- 自動入金機
- 証明書自動交付機
- 施設予約端末
- 情報端末
- 各種マネー対応機
- 入退場管理システム
- 食堂管理システム
- 自動車教習所システム
- ソリューションビジネス

ネットワークシステム事業
- PLC
- CWDM装置
- TDM装置
- クロック分配装置
- FTTHノード
- 絶縁監視システム
- 標準時刻信号発生装置

## 沿革

### 東洋通信機時代
- 1891年（明治24年）- 吉村商会を東京・芝に設立、通信機器の製造販売を開始。
- 1938年（昭和13年）- 吉村商会をそれぞれ継承した東洋電信電話株式会社と明昭電機会社が合併し、東洋通信機株式会社（トヨコム）を設立。
- 1961年（昭和36年）- 東京証券取引所第二部に上場。
- 1963年（昭和38年）- 相模事業所を建設。
- 1971年（昭和46年）- 東京証券取引所第一部に上場。
- 1979年（昭和54年）- 本社所在地を川崎から相模に移転。
- 1981年（昭和56年）- 子会社として、トヨコムエンジニアリング株式会社（現・トーヨーアルファネット）を設立。

### 現法人時代
- 2005年（平成17年）6月 - 東洋通信機（現・宮崎エプソン）の会社分割により、東洋ネットワークシステムズ株式会社を設立。同時に、日本電気システム建設株式会社（現・NECネッツエスアイ）が、全株式を取得し完全子会社化。
- 2007年（平成19年）7月 - ネッツエスアイ東洋株式会社へ社名変更。本社所在地を神奈川県横浜市に移転。
- 2012年（平成24年）4月 - 本社所在地を神奈川県川崎市に移転。
- 2015年（平成27年）4月1日 - NECマグナスコミュニケーションズ株式会社に吸収合併され、解散。

## 営業拠点
- 札幌営業事務所 - 札幌市中央区北13条西17丁目1-45
- 仙台支店 - 仙台市青葉区一番町二丁目7-12
- 名古屋支店 - 名古屋市東区東桜一丁目10-9
- 大阪支社 - 大阪市中央区城見一丁目4-70
- 広島営業事務所 - 広島市南区上東雲町25-8
- 福岡支店 - 福岡市博多区博多駅中央街8-36

## 不祥事
2014年1月、当社の元経理部社員が約15億円を着服したと、親会社であるNECネッツエスアイが発表した。発表によると、2005年から小切手の二重振り出し・不正裏書き等により着服した上、銀行残高証明書を偽造するなどの行為により発覚を防いでいたが、売掛金についての調査から明るみに出たという。当社は2014年2月に過去に遡って決算を修正し（被害総額は最終的に15億6千万円と算定された）、この社員を懲戒解雇した上で神奈川県警察に刑事告訴。元社員は業務上横領の容疑で2014年10月に逮捕された。逮捕容疑となった横領額は2億7千万円だが、横領額自体は約18億円にのぼるとみられており、NECネッツエスアイは事件の報告書の中で内部統制の不備を指摘した。

## 関連会社
- NECネッツエスアイ
- トーヨーアルファネット